# Chambre des représentants des Philippines
Pour les autres articles nationaux ou selon les autres juridictions, voir Chambre des représentants.
20e Congrès des Philippines
Batasang Pambansa Complex (en)
La Chambre des représentants des Philippines (en philippin : Kapulungan ng mga Kinatawan ng Pilipinas ; en anglais : House of Representatives of the Philippines) est la chambre basse du Congrès des Philippines, la chambre haute étant le Sénat. Elle siège depuis 1948 à Batasan Hills, à Quezon City, l'ancienne capitale.

## Histoire

### Assemblée des Philippines
Au début de la domination coloniale américaine, à partir du 16 mars 1900, le seul organe législatif national est la Commission philippine avec tous les membres nommés par le président des États-Unis. Dirigé par le gouverneur général des Philippines, cet organe exerce toute l'autorité législative qui lui a est confiée par le président et le Congrès des États-Unis jusqu'en octobre 1907, date à laquelle il est rejoint par l'Assemblée philippine. William Howard Taft est choisi pour être le premier gouverneur général civil américain et le premier chef de cette commission philippine, connue par la suite sous le nom de Commission Taft.
Le projet de loi philippin de 1902, une loi fondamentale, ou loi organique, du gouvernement insulaire, prescrit qu'une fois que certaines conditions seront remplies, une législature philippine bicamérale sera créée avec la Commission philippine précédemment existante, entièrement nommée comme la chambre haute et l'Assemblée des Philippines comme chambre basse. Cette législature bicamérale est inaugurée en octobre 1907. Sous la direction du président Sergio Osmeña et de Manuel L. Quezon avec le fonctionnement du 59e Congrès des États-Unis sont largement adoptées en tant que normes de la législature philippine.

### Loi Jones de 1916
En 1916, la Jones Act, officiellement la Philippine Autonomy Act, change le système législatif. La Commission philippine est abolie et une nouvelle législature philippine bicamérale, entièrement élue, composée d'une Chambre des représentants et d'un Sénat est créée.

### Commonwealth et la Troisième République
Le système législatif a de nouveau été modifié en 1935. La Constitution de 1935 institue une Assemblée nationale monocamérale. Mais en 1940, par un amendement à la Constitution de 1935, un Congrès bicaméral des Philippines composé d'une Chambre des représentants et d'un Sénat est adopté.

### Loi martiale
Cette mise en place continue jusqu'à ce que le président Ferdinand Marcos déclare la loi martiale et abolit le Congrès. Il gouverne par décret même après que la Constitution de 1973 abolie le Congrès bicaméral et créé un système de gouvernement parlementaire monocaméral.

### Constitution de 1987
La Constitution de 1987 a rétabli le système présidentiel de gouvernement avec un Congrès bicaméral aux Philippines. Un écart par rapport à la configuration précédente a été l'introduction de l'élection de mi-mandat; cependant, la Chambre des représentants a repris son état d'avant 1972, le parti du président contrôlant la chambre, avec un système multipartite plus évolué.

## Système électoral
La Chambre des représentants se compose d'un nombre variable de députés élus pour un mandat de trois ans selon un mode de scrutin parallèle.
Sur le total, 80 % des sièges sont ainsi pourvus au scrutin uninominal majoritaire à un tour dans des circonscriptions électorales uninominales, auxquels se rajoutent les 20 % de sièges restants, pourvus au scrutin proportionnel plurinominal de liste dans une unique circonscription nationale,. La taille de la Chambre est variable, la commission électorale créant ou fusionnant des circonscriptions au scrutin majoritaire en fonction de l'évolution de la population. La loi électorale fixant le ratio de sièges à la proportionnelle à un pour quatre sièges majoritaires, le nombre de députés évolue constamment d'un scrutin à l'autre. Les législatives de 2021 voient ainsi mis en jeu 316 sièges dont 253 au scrutin majoritaire et 63 à la proportionnelle, contre respectivement 297, 238 et 59 sièges aux législatives de 2016.
Le système de scrutin parallèle amène les électeurs à voter sur deux bulletins de vote séparés. Dans les circonscriptions uninominales, le candidat ayant remporté le plus de suffrages l'emporte, tandis que les sièges à la proportionnelle sont répartis aux différents partis en lice en fonction de leur part des secondes voix au niveau national. Le système proportionnel philippin possède cependant la particularité d'appliquer un seuil électoral de 2 % n'excluant pas totalement les partis échouant à l'atteindre, tout en limitant à trois maximum le nombre de sièges pouvant être obtenus par un seul parti. Les partis recueillant le plus de suffrages obtiennent ainsi jusqu'à trois sièges, et les suivants un ou deux. Lorsque tous les partis ayant franchi le seuil de 2 % se sont vus attribuer des sièges, les sièges restants sur les 63 à pourvoir sont attribués aux partis arrivés en dessous du seuil par ordre décroissant des suffrages, à raison d'un siège par parti.
Enfin, contrairement à la plupart des systèmes électoraux parallèles, celui philippin interdit aux partis de présenter à la fois des candidats au scrutin majoritaire et au scrutin proportionnel, sauf rares exceptions accordées par la commission électorale. La part la plus importante de la Chambre étant pourvue au scrutin majoritaire, les principaux partis ne concourent qu'à celui-ci et forgent parfois des alliances avec les partis se présentant à la proportionnelle,.
Le système politique philippin est par ailleurs particulièrement instable, les partis politiques se créant le plus souvent autour d'une figure politique plus que d'une idéologie, ce qui mène fréquemment à un nombre important de députés transfuges changeant d'étiquette politique en cours de mandat,.

## Pouvoirs
La Chambre des représentants vote la loi à égalité avec le Sénat. Elle a le pouvoir de mettre en accusation le président de la République concurremment avec la chambre haute.

## Liste des présidents
- 1898-1901 : Pedro Paterno
- 1907-1922 : Sergio Osmeña
- 1922-1933 : Manuel Roxas
- 1933-1935 : Quintín Paredes (en)
- 1935-1938 : Gil Montilla (en)
- 1939-1941 : José Yulo (en)
- 1943-1944 : Benigno Aquino Sr. (en)
- 1945-1946 : José Zulueta (en)
- 1946-1953 : Eugenio Pérez (en)
- 1954-1957 : Jose Laurel Jr. (en)
- 1958-1962 : Daniel Z. Romualdez
- 1962-1967 : Cornelio Villareal (en)
- 1967-1971 : Jose Laurel Jr. (en)
- 1971-1972 : Cornelio Villareal (en)
- 1978-1984 : Querube Makalintal (en)
- 1984-1986 : Nicanor Yñiguez (en)
- 1987-1992 : Ramon Mitra Jr. (en)
- 1992-1998 : Jose de Venecia Jr. (en)
- 1998-2000 : Manny Villar (en)
- 2000-2001 : Arnulfo Fuentebella (en)
- 2001 : Feliciano Belmonte Jr. (en)
- 2001-2008 : Jose de Venecia Jr. (en)
- 2008-2010 : Prospero Nograles (en)
- 2010-2016 : Feliciano Belmonte Jr. (en)
- 2016-2018 : Pantaleon Alvarez (en)
- 2018-2019 : Gloria Macapagal-Arroyo
- 2019-2020 : Alan Peter Cayetano (en)
- 2020-2022 : Lord Allan Velasco (en)
- Depuis 2022 : Martin Romualdez (en)